# Puente Albert Edward
El puente Albert Edward es una estructura ferroviaria que cruza el río Severn en Coalbrookdale, en el condado de Shropshire, Inglaterra.

## Historia
Inaugurado el 1 de noviembre de 1864 y llamado así por el entonces Príncipe de Gales (posteriormente Eduardo VII), su diseño es casi idéntico al del puente Victoria que lleva el Ferrocarril de Severn Valley sobre el Severn entre Upper Arley y Bewdley en Worcestershire. Diseñado por John Fowler, su arco de 200 pies (61,0 m) de luz está formado por cuatro costillas de fundición de hierro, cada una de nueve partes unidas entre sí con pernos. Los patrones para las piezas fundidas de vigas redondeadas para el puente fueron preparados por Thomas Parker en la Coalbrookdale Iron Company. Originalmente fue construido para transportar el Ferrocarril de Extensión de Wenlock, Craven Arms y Lightmoor desde el Ferrocarril de Conexión Wellington y Severn a través del río. Hasta el cierre de la central térmica de Ironbridge, soportaba el tráfico de carbón de la línea entre Lightmoor Junction y la propia central térmica.
La madera del puente y el tablero de hierro forjado fueron reemplazadas por una plataforma de acero laminado en 1933. Puede que sea uno de los últimos grandes puentes ferroviarios de hierro fundido que se haya construido. Debido a su antigüedad y al estado de la estructura de hierro, el tráfico sobre el puente está restringido a un límite de velocidad de 5 millas por hora (8 km/h), con el fin de minimizar las tensiones soportadas. Aunque lleva dos vías, solo la del lado de aguas abajo todavía está en uso.
El puente es un monumento catalogado de Grado II, una mitad por el Consejo de Shropshire y la otra por el del Distrito de Telford y Wrekin, ya que el límite entre ambas comunidades se encuentra en la mitad del vano del puente.
El Ferrocarril de Vapor de Telford tiene el propósito de hacer circular trenes sobre el puente usando la vía actualmente no utilizada, como parte de su extensión hacia el sur hasta Buildwas.